# 芦村幸香
芦村 幸香（あしむら さちか、1985年6月9日 - ）は、日本の元ボートレーサー、タレント。山口県下関市出身。山口県立長府高等学校卒業。登録第4670号。109期。現在はオフィスアーツ所属。

## 来歴
ボートレーサーになる以前はファッションモデルとして活動。2010年7月には恋のから騒ぎに17期のメンバーとして出演した経歴を持つ。
- 2010年10月、選手養成員第109期としてやまと学校に入学[2]。
- 2011年9月17日選手登録。
- 2011年11月18日から下関競艇場で開催された一般戦「日本スポーツエージェントカップ争奪戦」初日3Rに出走し、ボートレーサーとしてデビュー[4]。（2着）
- 2012年11月16日からボートレース大村で開催されたG3「第7回蛭子能収杯（女子リーグ）」4日目第7Rで6コースからまくりを決めて勝利[5]し、161レース目にして初勝利を飾る[6]。
- ボートレーサーの齊藤優と結婚し、2016年秋には長女を出産する[7]。
- 2018年1月7日からボートレース大村で開催された一般戦「第14回夢の初優勝男女Ｗ優勝戦」初日第2Rから戦線復帰するも、初っ端のレースでフライング[8]をする[9]。
- 2019年12月23日からボートレース下関で開催された一般戦「巌流本舗杯」4日目（最終日）第9Rに出走し3着[10]。このレースを最後に引退する。[11]。

引退後は地元・ボートレース下関のYouTube中継で司会を務めるほか、ボートレースタレントとして各地のボートレース関連イベントに出演している。また趣味である釣りの腕を活かし、2020年6月には「釣りガール公式インフルエンサー」に認定された。
2022年6月1日、「当たるんです」公式アンバサダーに就任。。

## 戦績
- 出走回数：720回
- 1着回数：18回
- 優出回数：0回
- フライング(F)回数：5回
- 出遅れ(L)回数：0回
- 通算勝率：2.98
- 2連対率：10.83
- 3連対率：20.69
- 生涯獲得賞金：31,406,000円

## 出演

### ライブ・イベント
- 周南冬のツリーまつり　ファンタジックナイト（2014年12月23日、周南市御幸通り（山口県周南市））

## 戦績
- 出走回数：720回
- 1着回数：18回
- 優出回数：0回
- 優勝回数：0回
- フライング(F)回数：5回
- 出遅れ(L)回数：0回
- 通算勝率：2.98
- 2連対率：10.83
- 3連対率：20.69
- 生涯獲得賞金：31,406,000円